# Білоус Артур Олександрович
Артур Олександрович Білоус (нар. 7 січня 1968, Київ) — колишній український політичний діяч, народний депутат України 3-го скликання (1998—2002). Позиціонував себе як політичний експерт на проросійських телеканалах Віктора Медведчука у 2021—2022 роках.

## Освіта
Народився 7 січня 1968 у місті Києві.
Закінчив факультет кібернетики Київського державного університету імені Т. Г. Шевченка в 1990 році, математик. Кандидат політичних наук, кандидатська дисертація «Політичні об'єднання України: стан, тенденції і перспективи розвитку» (1993).

## Діяльність
02.1991-05.1994 — депутат Старокиївської райради м. Києва, секретар комісії з питань науки і освіти.
05.-11.1992 — референт Колегії з питань правової політики, Державна дума України.
12.1992-09.1993 — старший консультант апарату радника Президента України з політико-правових питань.
У березні 1994 року брав участь у виборах народних депутатів України (виборчий округ № 22, м. Київ). За результатами першого туру виборів отримав підтримку лише 12,02 % (3 місце серед 19 претендентів) і не був обраним до парламенту.
10.1993-09.1994 — заступник начальника, начальник інформаційно-аналітичного управління Міністерства України у справах національностей та міграції.
04.-08.1996 — керівник служби Віце-прем'єр-міністра України з політико-правових питань.
З 10.1994 — доцент кафедри політології факультету гуманітарних і суспільних наук, Національний університет «Києво-Могилянська академія». Вчене звання Білоуса піддавалося сумніву зі сторони професора КНУ ім. Т. Г. Шевченка Володимира Іваненка.
- член Партії демократичного відродження України, член президії ПДВУ, співголова редакційно-видавничої колегії (з 06.1991).
- 02.1996-05.1999 — член Народно-демократичної партії, член Політвиконкому НДП (1996—1998);
- 05.1999-12.1999 — член партії «Реформи і порядок», член правління ПРП;
- 08.2000-07.2001 — член Партії «Нова політика», член правління партії.

06.1994-04.1998 — голова підкомісії з питань засобів масової інформації та об'єднань громадян Київської міськради.
Позаштатний радник Президента України (10.1997-05.1999).
З 1998 по 2002 — народний депутат України 3-го скликання.
Нині Артур Білоус залишив активну політичну діяльність. У 2021—2022 роках позиціонував себе як політичний експерт на проросійських телеканалах Віктора Медведчука.
У липні 2022 року був затриманий за вимагання хабаря у розмірі 10 тисяч доларів. Професор КНУ ім. Т. Г. Шевченка Володимир Іваненко у зв'язку з цим згадував, як у середині 1990-х років Міжнародний фонд «Відродження» виділив грант журналу «Ноосфера» у розмірі 5 тисяч доларів, головним редактором якого тоді був Артур Білоус, але після отримання грошей Білоус безвісти зник.

## Літературні праці
- Політичні об'єднання України: монографія. — К., 1993
- Політико-правові системи: світ і Україна: навчальн. посібник. — К., 1997; (2000).

## Нагороди
Премія й медаль НАНУ за найкращу наукову роботу серед студентів і молодих науковців (1990).